# Tetraloniella michoacanensis
Tetraloniella michoacanensis är en biart som beskrevs av Laberge 2001. Tetraloniella michoacanensis ingår i släktet Tetraloniella och familjen långtungebin. Inga underarter finns listade i Catalogue of Life.